# Ингуши
Ингушите (самоназвание галгай) са севернокавказки народ. Говорят на ингушки език от нахско-дагестанската група. Използват кирилицата за писменост. Вярващите ингуши са мюсюлмани-сунити.
Числеността на ингушите в Руската федерация възлиза на 412 хиляди души, като по-голямата част от тях живеят на територията на Ингушката република – 361 хиляди. Раждаемостта на ингушите е една от най-високите сред народите, живеещи в Русия.
Древни ингушки селища са се намирали в съвременния Джейрахски район на Ингушетия, като и от части в Чечня и Северна Осетия. Най-известните ингушки общества (тейпи, кланове) са Джераховски, Фенински, Галаевски, Цорински и Мецкалски.
Преселението на ингушите в равнината започва през 16 – 17 век. Особено интензивно е преселението през 30-те и 60-те години на XIX век, което е принудително, предизвикано от руското правителство. Едно от първите селища е аулът Ангуш (Ингуш), намиращ се на мястото на сегашното село Тарское, от където произлиза и съвременното руско название на народа.
В края на 1943 и началото на 1944 година ингушите са обвинени в сътрудничество с германските нашественици и били принудително преселени в Казахстан. След смъртта на Сталин (1953) били върнати обратно в Северен Кавказ през 1957 г. Част от населените места, където са живели ингушите, останали в състава на република Северна Осетия, което след разпадането на Съветския съюз довежда до въоръжен конфликт между осетинци и ингуши.